# Leucospis brevicauda
Leucospis brevicauda is een vliesvleugelig insect uit de familie Leucospidae. De wetenschappelijke naam is voor het eerst geldig gepubliceerd in 1804 door Fabricius.